# 戴亞街
戴亞街（英語：Dyer Avenue）是位於香港九龍紅磡的一條街道，連接船澳街一直至紅磡海濱公園環海街。

## 沿路地標
- 聖公會聖匠堂社區中心
- 公共廁所及浴室
- 紅磡聖母堂
- 明愛社區書院-紅磡 (校舍前身是天主教普愛學校)
- 和黃公園
- 電力站
- 警務處行動設施